# Koki Mizuno
Koki Mizuno (水野 晃樹) Mizuno Kōki, född 6 september 1985 i Shizuoka, Shizuoka prefektur i Japan, är en japansk fotbollsspelare som för närvarande spelar för Vegalta Sendai i den japanska ligan.

## Klubbkarriär
| Säsong  | Lag              | Division | Tröjnummer | Matcher | Mål |
| ------- | ---------------- | -------- | ---------- | ------- | --- |
| 2004    | JEF United Chiba | 1        | 29         | 7       | 1   |
| 2005    | JEF United Chiba | 1        | 29         | 25      | 3   |
| 2006    | JEF United Chiba | 1        | 8          | 25      | 0   |
| 2007    | JEF United Chiba | 1        | 8          | 29      | 9   |
| 2007-08 | Celtic           | 1        | 29         | 0       | 0   |
| 2008-09 | Celtic           | 1        | 29         | 10      | 1   |
| 2009-10 | Celtic           | 1        | 29         | 1       | 0   |
| 2010    | Kashiwa Reysol   | 2        | 29         | 1       | 0   |
| 2011    | Kashiwa Reysol   | 1        | 29         | 10      | 0   |
| 2012    | Kashiwa Reysol   | 1        | 29         | 14      | 1   |
| 2013    | Ventforet Kofu   | 1        | 29         | 19      | 0   |
| 2014    | Ventforet Kofu   | 1        | 29         | 11      | 1   |

## Landslagskarriär
Koki Mizuno spelade för Japan under Asiatiska mästerskapet i fotboll 2007 där han deltog i två matcher.